# Wikipedia in olandese
La Wikipedia in olandese (Nederlandstalige Wikipedia) è l'edizione in lingua olandese dell'enciclopedia online Wikipedia. È la sesta per numero di voci, dietro a quelle in inglese, cebuano, svedese, tedesco e francese. È nata il 19 giugno 2001.

## Storia
Sin dalla sua nascita, si dimostrò una delle più sviluppate edizioni del progetto, raggiungendo quote molto alte assai prima di altre versioni linguistiche con molti più potenziali contributori e, quindi, nuove voci. Negli ultimi anni, però, nl.wiki ha subito diversi sorpassi numerici, i più recenti dei quali sono della Wikipedia polacca nel 2006, di quella italiana nel gennaio del 2008, e di quella spagnola nel settembre del 2010.
Tuttavia, nel novembre del 2010, viene abilitato un bot che, in pochissimi giorni, crea parecchie migliaia di voci sugli aracnidi, portando questa Wikipedia ad una repentina inversione di tendenza, diventando la Wikipedia dall'incremento più rapido.
Nonostante i notevoli progressi compiuti in questo punto di vista, la Wikipedia in olandese è sorpassata per numero con rapidità dai portoghesi, il 24 dicembre del 2010, anch'essi agevolati da un bot che si occupa di asteroidi. Tuttavia, i primi giorni di aprile del 2011, complice un'enorme flessione ponderale dei portobrasiliani, Wikipedia in olandese risupera la concorrente diretta rivale, senza più l'ausilio di utenze automatiche.
A partire da febbraio 2013, grazie a un bot riguardante gli insetti, che ha creato circa 1000 voci all'ora, Wikipedia olandese ha velocemente aggiunto più di 400.000 voci, passando da 1.100.000 voci di febbraio a più di 1.500.000 a fine aprile 2013; a marzo è stata quindi superata Wikipedia in francese, passando al terzo posto per numero di voci tra le varie versioni linguistiche.
Nel mese di giugno le voci totali superano il 1.600.000 superando per numero la Wikipedia in tedesco, diventando quindi la seconda Wikipedia in numero di voci in assoluto.
L'8 febbraio 2015 è stata superata dalla wikipedia in tedesco tornando ad essere la quarta wikipedia per numero di voci; il 29 marzo è ritornata terza in seguito ad un ricalcolo delle voci delle varie wikipedie.

## Statistiche
La wikipedia in olandese ha 2 182 489 voci, 4 692 747 pagine, 1 395 197 utenti registrati di cui 3 771 attivi, 29 amministratori e una "profondità" (depth) di 19.4 (al 21 marzo 2025).
È la sesta wikipedia per numero di voci ma, come "profondità", è la 51ª fra quelle con più di 100.000 voci (al 14 ottobre 2024).

## Progresso

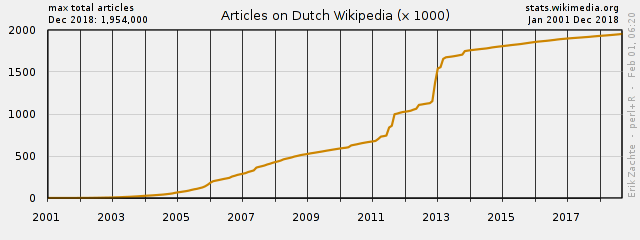
Grafico della crescita della Wikipedia in olandese

Attualmente, la Wikipedia olandese viaggia ad una media giornaliera di 180 nuove voci nel namespace principale, ed è undicesima in questa classifica di progresso numerico, dietro a quella giapponese, con 198 articoli quotidiani, e davanti ai cinesi (171 voci create ogni 24 ore).
| Data       | Numero di articoli | Al giorno |
| ---------- | ------------------ | --------- |
| 19-06-2001 | 1                  |           |
| 03-08-2003 | 10.000             | 13        |
| 07-02-2004 | 20.000             | 53        |
| 27-06-2004 | 30.000             | 71        |
| 08-11-2004 | 40.000             | 75        |
| 27-01-2005 | 50.000             | 125       |
| 14-10-2005 | 100.000            | 270       |
| 24-05-2006 | 200.000            | 625       |
| 26-12-2006 | 250.000            | 250       |
| 28-05-2007 | 300.000            | 250       |
| 15-09-2007 | 350.000            | 2.000     |
| 17-01-2008 | 400.000            | 435       |
| 29-06-2008 | 450.000            | 278       |
| 30-11-2008 | 500.000            | 344       |
| 30-07-2009 | 550.000            | 167       |
| 30-04-2010 | 600.000            | 167       |
| 06-11-2010 | 650.000            | 196       |

| Data       | Numero di articoli | Al giorno |
| ---------- | ------------------ | --------- |
| 19-06-2011 | 700.000            | 625       |
| 18-09-2011 | 750.000            | 175       |
| 22-10-2011 | 800.000            | 10.000    |
| 31-10-2011 | 850.000            | 10.000    |
| 07-12-2011 | 900.000            | 10.000    |
| 11-12-2011 | 950.000            | 10.000    |
| 17-12-2011 | 1.000.000          | 10.000    |
| 14-09-2012 | 1.100.000          | 367       |
| 09-03-2013 | 1.200.000          | 568       |
| 22-03-2013 | 1.300.000          | 7.700     |
| 01-04-2013 | 1.400.000          | 10.000    |
| 12-4-2013  | 1.500.000          | 9.100     |
| 14-06-2013 | 1.600.000          | 1.600     |
| 14-10-2013 | 1.700.000          | 820       |
| 07-12-2014 | 1.800.000          | 239       |
| 28-04-2017 | 1.900.000          | 11        |
| 08-03-2020 | 2.000.000          | 9         |